# Jaap Bloem
Jaap Bloem (Amsterdam, 31 mei 1949) is een voormalig profvoetballer. Bloem was doelverdediger.
Bloem debuteerde in het seizoen 1967-1968 bij DWS. Het bleef bij één optreden voor de Amsterdamse club. Hij vertrok hierna naar SC Telstar, maar een echte doorbraak bleef ook hier uit. Hij was jarenlang reservekeeper achter Paul van der Meeren.
In 1976 maakte Bloem de overstap naar FC Volendam, waar hij echter de concurrentiestrijd met Frans Hoek verloor. Na een korte uitleenperiode aan Go Ahead Eagles (1978-1979) stapte hij in de zomer van 1979 over naar FC Amsterdam. Hier werd hij wel eerste doelman en dat bleef hij tot het faillissement van de club in 1982.
Bloem vertrok vervolgens naar DS'79 en werd met de Dordtenaren kampioen van de eerste divisie. Een jaar later degradeerde de ploeg weer, waarna Bloem terugkeerde naar SC Telstar. In het seizoen 1985-1986 sloot de doelman zijn carrière af bij FC Den Haag.